# NGC 2183
NGC 2183 är en reflektionsnebulosa i stjärnbilden Enhörningen. Den upptäcktes år 1864 Heinrich Louis d'Arrest.